# Sven Borg
Sven Vilhelm Elias Borg, född den 22 september 1907 i Flen, död den 19 juni 1998 i Stockholm, var en svensk elefantskötare på Skansen i Stockholm. 
Borg hade en bakgrund som hästgardist vid Livgardet till häst och utbildade sig till elefantskötare under Fritz Taizinger och Hugo Schmitt vid Hagenbecks djurpark i Hamburg. Han ansvarade för skötseln av elefanterna på Skansen mellan 1932 och 1976. Fram till 1956 ingick det i uppgiften att erbjuda besökarna elefantridning.